# Maika Voigt
Maika Voigt (* 17. April 1963 in Leipzig; † 4. Juni 2012) war eine deutsche Chemikerin sowie Politikerin (SPD) und Mitglied des Sächsischen Landtages.

## Leben
Maika Voigt absolvierte einen Abschluss der 10. Klasse in Moskau. Danach besuchte sie die EOS in Leipzig, wo sie ihr Abitur ablegte. Es folgte ein Studium der Chemie an der Karl-Marx-Universität in Leipzig, das sie im Jahr 1988 mit dem Diplom abschloss. Anschließend, ab 1988, arbeitete Voigt als Wissenschaftliche Mitarbeiterin im Institut für Biotechnologie der Akademie der Wissenschaften. Sie war Mitglied der Gewerkschaft Öffentliche Dienste, Transport und Verkehr.
Sie war verheiratet und hatte zwei Kinder.

## Politik
Maika Voigt war ab April 1990 Mitglied im Bezirksvorstand Leipzig der SPD. Im Oktober 1990 zog sie über die Landesliste der SPD Sachsen in den Sächsischen Landtag ein, dem sie für eine Wahlperiode bis 1994 angehörte. Dort war sie Mitglied im Umweltausschuss.

## Belege
- Klaus-Jürgen Holzapfel (Hrsg.): Sächsischer Landtag: 1. Wahlperiode, 1990–1994; Volkshandbuch. NDV Neue Darmstädter Verlagsanstalt, Rheinbreitbach 1991, ISBN 3-87576-265-7. S. 67 (Ausschuss: S. 86). (Stand Mai 1991)

| Personendaten    | Personendaten                                  |
| ---------------- | ---------------------------------------------- |
| NAME             | Voigt, Maika                                   |
| KURZBESCHREIBUNG | deutsche Chemikerin und Politikerin (SPD), MdL |
| GEBURTSDATUM     | 17. April 1963                                 |
| GEBURTSORT       | Leipzig                                        |
| STERBEDATUM      | 4. Juni 2012                                   |